# Unión de Centro (1993)
La Unión de Centro (en italiano: Unione di Centro) (UdC) fue un pequeño partido político italiano, fundado en 1993 tras la disolución del Partido Liberal Italiano por algunos de sus miembros, como Alfredo Biondi y Raffaele Costa.

## Historia
En las elecciones generales de 1994 el partido se unió a la coalición de centro-derecha el Polo de las Libertades formada alrededor de Forza Italia, logrando 5 diputados dentro de ésta. En el primer gobierno de Silvio Berlusconi, Biondi fue ministro de Justicia y Costa ministro de Salud. 

### Integración en Forza Italia
En 1998 el partido se integró en Forza Italia.